# Linia kolejowa Třemešná ve Slezsku – Osoblaha
Linia kolejowa Třemešná ve Slezsku – Osoblaha (wąskotorówka osobłoska) – linia kolei wąskotorowej w Czechach, biegnąca od Třemešnej do Osoblahy.

## Historia
Początki linii związane są z cukrownią w Osobłodze, która potrzebowała połączenia kolejowego do przywozu i wywozu towarów. Początkowo, jeszcze w latach 70. XIX w., cukrownię chciano połączyć z biegnącą niedaleko linią łączącą Prudnik z Głubczycami w Racławicach Śląskich, lecz nie wyraziły na to zgody władze austro-węgierskie (wspomniana linia biegła już na terenie Cesarstwa Niemieckiego). W końcu w 1893 r. władze zgodziły się na budowę linii do Město Albrechtice – Osoblaha – Racławice Śląskie, przy czym tylko pierwszy odcinek miał być dofinansowany. Z powodów finansowych w 1897 częściowo zrezygnowano z tych planów, skracając planowaną trasę do Třemešnej, gdzie miała się ona łączyć z linią normalnotorową nr 292. Określono też rozstaw torów na 760 mm (na kolej wąskotorową zdecydowano się ze względu na lepsze dopasowanie takiej linii do terenu oraz niższe o jedną trzecią koszty, mimo że mieszkańcy woleli kolej normalnotorową). Budowa linii była bardzo korzystna dla cukrowni z powodu z niskich kosztów dowozu plonów z pobliskich upraw. Aby obniżyć koszty budowy, związane z nierównością terenu, zaplanowano jej kręty przebieg (na nieco ponad 20 km trasy znajdują się aż 102 łuki). Na trasie znajduje się też 36 przejazdów kolejowo–drogowych (pierwotnie 53) bez czynnego systemu zabezpieczeń i cztery mosty.
Budowa rozpoczęła się latem 1898, a pierwszy pociąg przejechał trasę 14 grudnia tego samego roku. W pierwszym okresie na linii jeździły trzy pary pociągów mieszanych, a od 1911 co najmniej cztery pary. Po pierwszej wojnie światowej linia na krótko znalazła się na terenie efemerycznego Kraju Sudetów, lecz 20 grudnia 1918 r. została przejęta przez Czechosłowackie Koleje Państwowe (ČSD). W 1928 otwarto nowe przystanki – Amalienfeld (dziś Amalín) i Eichmühle (później jako Dubský Mlýn, a od 1951 pod nazwą Ostrá Hora). W grudniu tego roku wprowadzono też pierwsze dwa wagony motorowe. W 1938 r. po aneksji Sudetów linia przeszła pod zarząd opolskiej Dyrekcji Kolei Rzeszy.
Po II wojnie światowej ruch pociągów przywrócono 28 października 1945 r., ale na skutek awarii taboru i wyludnienia regionu regularne kursy powróciły w lutym 1948 r.. Od 1958 r. eksploatowano lokomotywy spalinowe – cztery serii TU 47.0 (późniejsza 705.9), a w 1960 r. wycofano całkiem trakcję parową. W latach 70. XX w. część stacji zmodernizowano, natomiast przystanek Ostrá Hora został zlikwidowany. Od tej dekady też malał ruch towarowy, zredukowany do jednej pary pociągów na dobę. W latach 1986–1988 dokonano generalnego remontu całej linii. W 1997 zaniechano eksploatacji trasy na potrzeby transportu towarowego i odtąd prowadzone są na niej jedynie przewozy pasażerskie. W 2000 r. jeździło 7 par pociągów dziennie, głównie na potrzeby ruchu lokalnego.

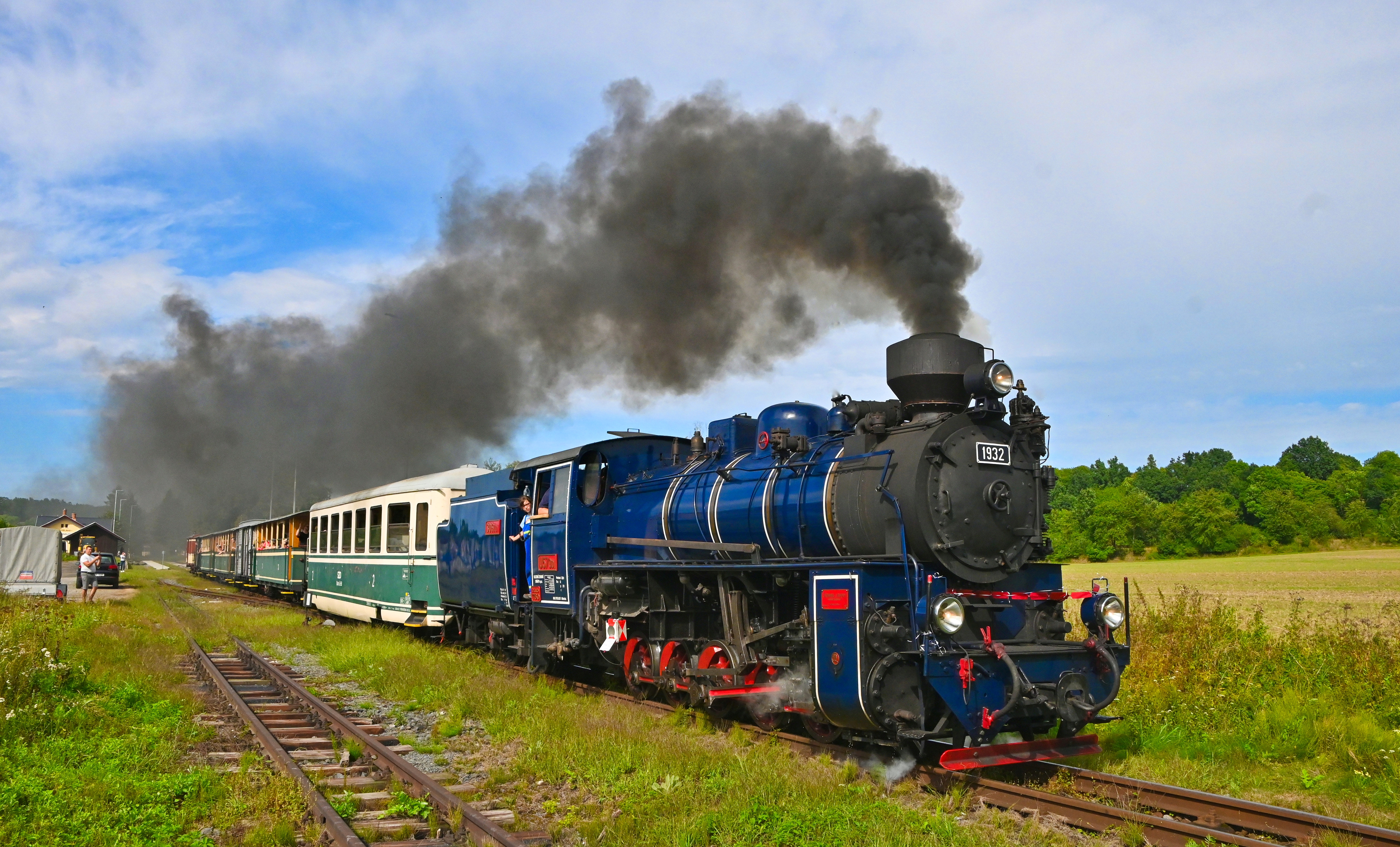
Pociąg turystyczny z parowozem U 57.001 „Malý štokr“

Od 2002 corocznie organizowana jest impreza o nazwie „Den dráhy Třemešná ve Slezsku – Osoblaha” (Dzień kolei Třemešná ve Slezsku – Osoblaha). W związku z zapotrzebowaniem ze strony turystów i miłośników kolei, od 2004 r. na linii uruchomiono również sezonowy ruch typowo turystyczny. Cechą szczególną linii jest to, że regularny ruch pociągów osobowych prowadzą na niej Koleje Czeskie (České dráhy, ČD), a weekendowe pociągi turystyczne oraz specjalne prowadzą Śląskie Koleje Ziemskie (Slezské zemské dráhy o.p.s., SZD – obecna nazwa od 2007 r.). W tym celu SZD nabyły rumuński parowóz „Rešica”, używany od 2005 r., a także letnie wagony, w tym wagon barowy (pivní vagón). Od 2006 r. do pociągów turystycznych używana jest także nowo nabyta lokomotywa spalinowa „Faur”, a od 2009 r. drugi mocniejszy parowóz „Malý štokr”. W 2014 r. po raz pierwszy frekwencja turystyczna przekroczyła pięć tysięcy podróżnych, osiągając 5300. W listopadzie tego roku też na kolei gościł prezydent Czech Miloš Zeman.

## Tabor
Początkowo kolej miała 3 parowozy U13, U14, U15, 4 wagony osobowe, 2 wagony służbowe, 3 kryte i 4 otwarte wagony towarowe oraz 4 transportery wagonów.
W grudniu 1928 r. wprowadzono dwa pierwsze wagony motorowe serii M11.0.
Tabor współczesny:
- lokomotywy spalinowe serii 705.9 (ČD) – maksymalnie 4 (pierwotne oznaczenia TU47.013, 014, 016, 017, późniejsze 705.913, 914, 916, 917) – pociągi pasażerskie. Od 2016 r. pozostała jedna (913)[4]
- lokomotywa parowa U 46.002 „Rešica” (SZD) – pociągi turystyczne na specjalne zamówienie (od 2004/2005)[9]
- lokomotywa parowa U 57.001 „Malý štokr” (SZD) – pociągi turystyczne (od 2009)[10]
- lokomotywa spalinowa TU38.001 „Faur” (FAUR L30H) (SZD) – pociągi turystyczne. Lokomotywa ta do 2003 r. jeździła w cukrowni w Kruszwicy (CK Lyd2-01), następnie znalazła się w skansenie w Rudach, skąd w 2005 r. została zakupiona przez Czechów, używana od 2006[11].
- 8 wagonów pasażerskich (ČD, stan na 2000)[5]
- 6 wagonów służbowych (ČD, stan na 2000)[5]
- 30 rolboków do transportu wagonów normalnotorowych (ČD, stan na 2000)[5]

W składach pociągów turystycznych SZD znajdują się trzy wagony pasażerskie (jeden dla osób na wózkach), wagon barowy (piwny), wagon dla rowerzystów oraz z generatorem prądu.